# Cristian Senez
Cristian Senez is de naam van een champagnehuis dat in 1973 werd gesticht en in Essoyes is gevestigd. Het zelfstandige bedrijf verkoopt per jaar 500 000 flessen champagne en 10.000 flessen rode wijn die als Appellation d'Origine Contrôlée Coteaux champenois mogen worden verkocht.
In 2020 behaald het huis het label Hoge Milieuwaarde.

## Champagnes
- De Brut Carte Blanche is de Brut Sans Année, de meest verkochte champagne en het visitekaartje van het huis. De assemblage van enkel pinot noir werd aangevuld met wijn uit de reserve van het huis.
- De Demi-Sec is een zoete champagne. de Demi-Sec is gelijk aan de Brut maar kreeg in de liqueur d'expédition meer suiker toegevoegd.
- De Brut Carte Verte wordt gemaakt van gelijke delen pinot noir en chardonnay.
- De Cuvée Angélique is gelijk aan de Brut Carte Verte.
- De Cuvée Renoir is gelijk aan de Brut Carte Verte.
- De Brut Rosé is een roséchampagne van 80% pinot noir en 20% chardonnay uit verschillende jaren.
- De Millésime Rosé is een roséchampagne van 80% pinot noir en 20% chardonnay waarvan de gebruikte druiven, zoals dat in een Millésime is voorgeschreven, alle uit hetzelfde jaar stammen.
- De Brut Millésime Grande Réserve werd van 75% pinot noir en 25% chardonnay gemaakt. Het woord "reserve" duidt hier niet op gebruik van de reserves in de kelders van het huis maar op een hogere kwaliteit champagne.
- De Brut Millésime wordt van 75% ponot noir en 25% chardonnay gemaakt.
- De Cuvée des Filles is en Blanc de blancs, een witte wijn van chardonnay.
- De Brut Nature is een brut champagne waaraan geen suiker werd toegevoegd.

## Andere producten van het huis
- De Côteaux Champenois is een stille, dus niet mousserende, rode wijn uit het champagnegebied die als Coteaux champenois wordt verkocht.
- De Marc de Champagne is een gedistilleerd product. Van de taille, de tweede persing van de druiven wordt wijn gemaakt die wordt gedistilleerd. Deze AC Marc de champagne bevat 40% alcohol.
- De Ratafia Cristian Senez. Ratafia is een versterkte witte wijn. De gisting is door toevoeging van alcohol tot staan gebracht zodat de wijn nog restsuikers bevat en zoet is.